# Arthur Adams
Arthur Adams, detto Art (Holyoke, 5 aprile 1963), è un fumettista statunitense.
Disegnatore autodidatta, Adams voleva lavorare nel mondo dei fumetti sin da bambino. Divenne famoso nel 1985 con la miniserie Marvel Comics Longshot, scritta da Ann Nocenti, che ricevette molte recensioni positive. Lo stile caratteristico e dettagliato di Adams gli procurò grande popolarità e facilità a trovare molti altri lavori nel campo. La sua cura per i dettagli, sebbene amata dal pubblico, ha la conseguenza di renderlo abbastanza lento nel produrre le sue tavole, il che ha contribuito a non farlo lavorare come disegnatore di una serie regolare per molto tempo.
A dispetto di questa sua nota difficoltà a rispettare le scadenze, Adams ha lavorato su serie importanti come i vari titoli degli X-Men, sui Fantastici Quattro, Authority, Tom Strong, Gen 13 e su numerosi annual. È inoltre conosciuto per le Art Adams' Creature Features («Le caratteristiche creature di Art Adams»), una raccolta di storie precedentemente pubblicate come albi singoli, tributo a B-movie degli anni cinquanta, come Il mostro della laguna nera, e per la serie "creator-owned" Monkeyman and O'Brien, entrambe opere pubblicate dalla Dark Horse Comics. Insieme con lo scrittore Steve Moore Adams ha creato Jonni Future, un personaggio apparso nell'antologico Tom Strong's Terrific Tales.
Adams è tenuto in grande considerazione anche per le sue copertine, e ha elaborato immagini per poster, figurine e articoli simili.
La sua opera per Longshot gli ha fatto vincere il Russ Manning Award nel 1986. Ha vinto inoltre con lo scrittore Bob Burden, il premio Eisner Award per il miglior albo singolo con Gumby Summer Fun Special n. 1. Inoltre Adams è stato uno dei fondatori dell'etichetta "Legend" per la Dark Horse, che ebbe breve vita.

## Opere principali
- Longshot, Marvel Comics (1985) - pubblicazione italiana: X-Marvel, edizioni Play Press numeri dall'1 al 7 (1990)
- Fantastic Four, Marvel Comics numeri dal 347 al 349 (1990-1991) - pubblicazione italiana: Fantastici Quattro numeri dal 105 al 107, Star Comics (1993)
- Who are Monkeyman & o'Brien?, Dark Horse (1994) breve storia di esordio per i due personaggi in 4 parti pubblicata in appendice a Hellboy: Seed of Destruction - pubblicazione italiana: numeri dal 7 al 10 di Legend, Comic Art (1994/1995)
- Monkeyman & o'Brien, Dark Horse (1996) miniserie di 3 numeri - pubblicazione italiana: Monkeyman & o'Brien, edizioni Magic Press, volume unico (1999)